# Xanthopastis timais
A Mariposa espanhola (Xanthopastis timais) é uma mariposa, ou traça, neotropical da família Noctuidae, encontrada na América Central, incluindo ilhas do Caribe, e América do Sul, até a Argentina. Foi classificada por Cramer, com a denominação de Phalaena timais, em 1780. Anteriormente distribuída do sul dos Estados Unidos até a América do Sul, considerou-se, em estudo de 2011, que a espécie norte-americana se chamaria Xanthopastis regnatrix (Grote, 1863).

## Descrição
Xanthopastis timais se caracteriza por suas asas anteriores de coloração rosa pálido ou brancas, com características manchas em negro, amarelo ou laranja. Suas lagartas são predominantemente negras, com o corpo recoberto de pintas brancas, enfileiradas, e com extremidades alaranjadas. Suas pupas, de coloração marrom, são similares às de algumas mariposas da família Sphingidae. A principal diferença entre esta espécie e a norte-americana, Xanthopastis regnatrix, consiste no fato desta última espécie citada apresentar lagartas com listras em branco, ao invés de pintalgadas.

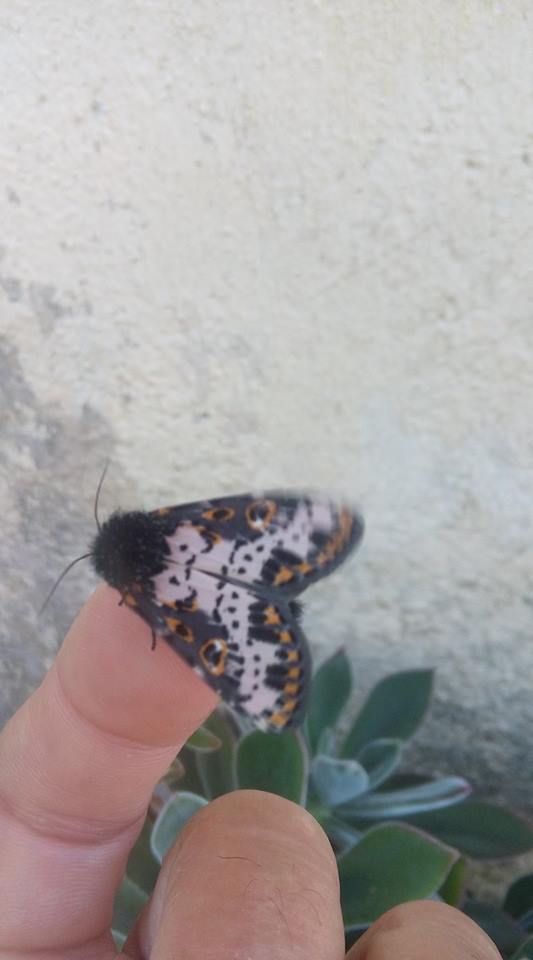
Mariposa espanhola, X. timais. Vista superior.
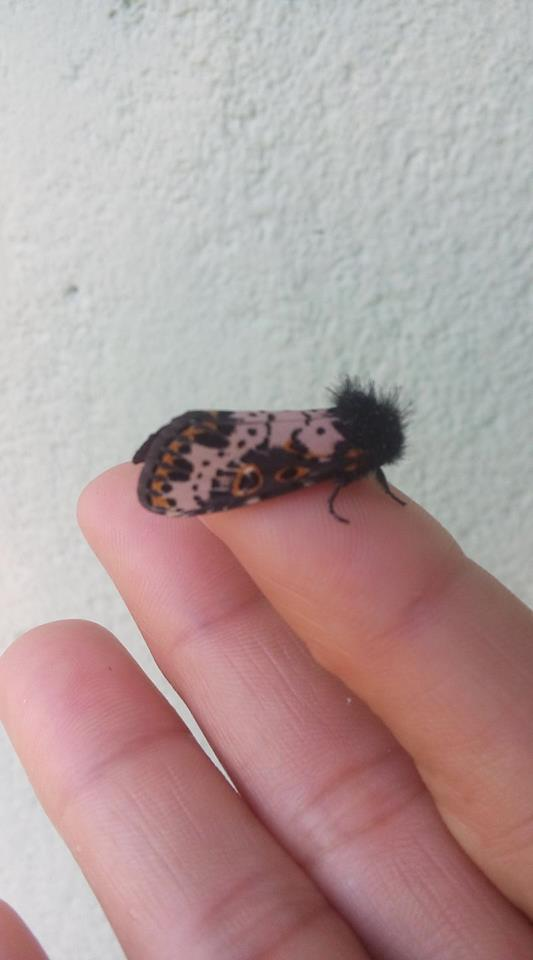
Mariposa espanhola, X. timais. Vista lateral.

## Planta-alimento
As lagartas de Xanthopastis timais são conhecidas por se alimentar gregariamente de plantas Monocotiledôneas das famílias Amaryllidaceae, Iridaceae e Liliaceae e dos gêneros Amaryllis, Clivia, Cooperia, Eucharis, Haemanthus, Hippeastrum, Hymenocallis, Narcissus, Pancratium, Polianthes, Zephyranthes, Iris, Crinum, Leucojum e Lilium; causando consideráveis danos nas folhas, bulbos e raízes de suas plantas hospedeiras.

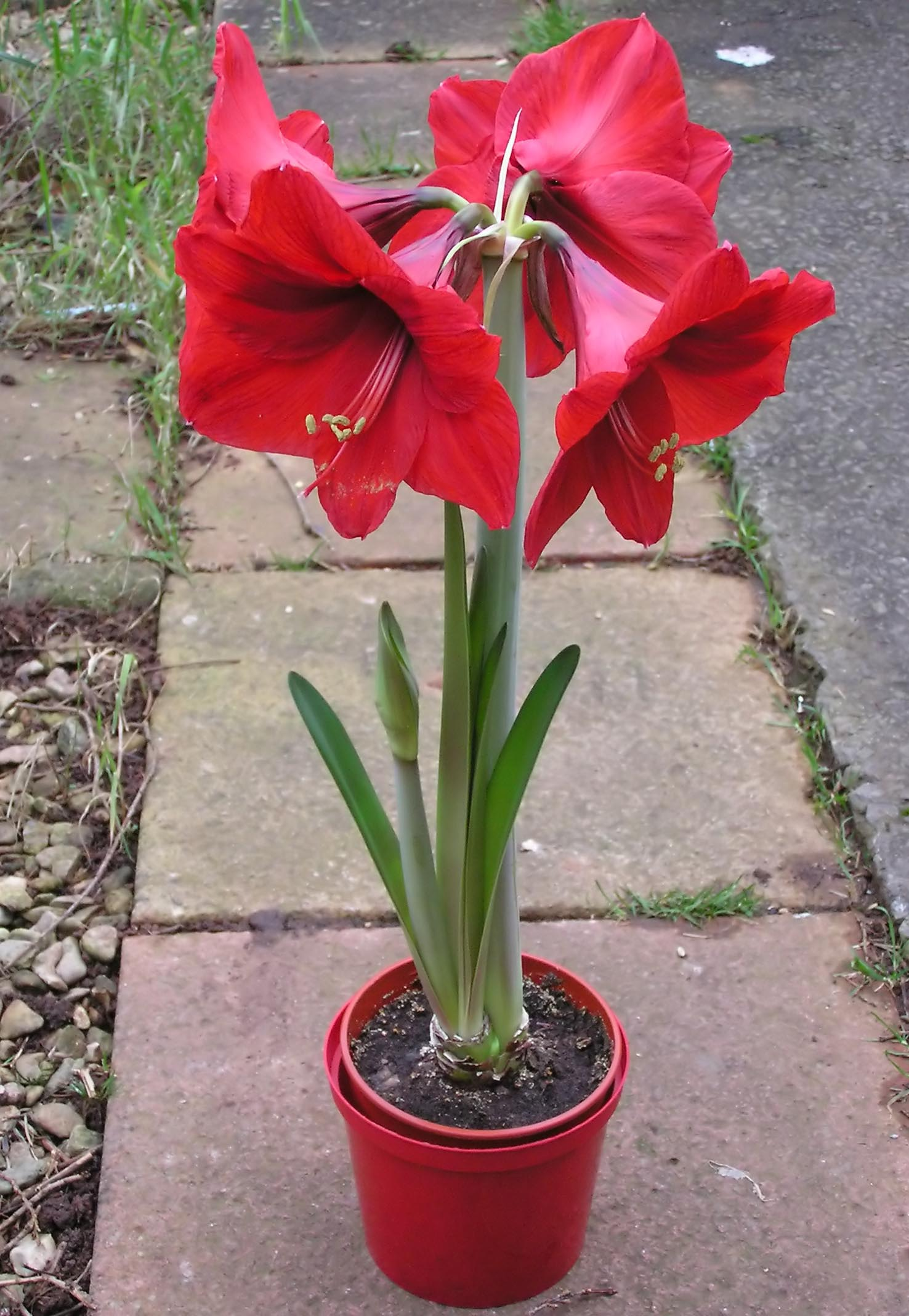
Plantas do gênero Hippeastrum servem de alimento às lagartas da Mariposa espanhola.
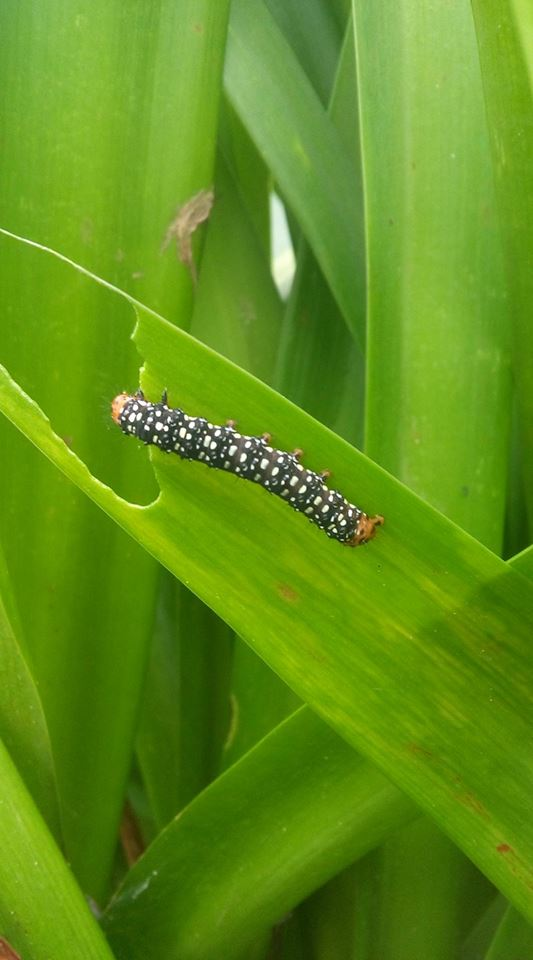
Lagarta da Mariposa espanhola, X. timais.